# Solís
|  | No s'ha de confondre amb Solis o Solís (alimentació). |

Solís és un balneari del sud-est de l'Uruguai, ubicat al departament de Maldonado. Es troba sobre la costa del Riu de la Plata, sobre la ruta 10, propera al seu encreuament amb la Ruta Interbalneària. A l'oest s'ubica el rierol Solís Grande, el qual serveix de frontera natural amb la Costa de Oro, al departament de Canelones. A l'est limita amb el balneari de Bella Vista.

## Població
Segons les dades del cens de 2004, Solís tenia una població aproximada de 303 habitants i un total de 571 habitatges.
| Any  | Població |
| ---- | -------- |
| 1963 | 225      |
| 1975 | 289      |
| 1985 | 310      |
| 1996 | 342      |
| 2004 | 303      |
| 2011 | 288      |